# Clube de Artistas Modernos
O Clube de Artistas Modernos (CAM), dissidente da Sociedade Pró-Arte Moderna (SPAM), foi uma das primeiras associações culturais paulistas. Criado em fins de 1932, nos baixos do Viaduto Santa Ifigênia, como uma agremiação auto-organizada e sem a presença de mecenas, cobrava mensalidade de seus associados ou vendia na bilheteria ingressos para as atrações.
Misturava o público (atividades variadas) com o privado (seus diretores moravam no local), o que acabava gerando movimento em seus salões a toda hora do dia e da noite.  Formada por artistas do modernismo com formação na Europa, boêmios e “progressistas” interessados por experimentações no campo das artes, pelos debates relacionados aos temas contemporâneos, além da divulgação dos seus trabalhos ou pelo próprio divertimento. 
A maior parte dos associados alimentava o interesse pelo destino do povo brasileiro, vendo no comunismo a solução dos males de nossa sociedade, misturando em sua programação, apresentações de sambas e músicas populares em voga, difundidas pelo recém-criado rádio, o qual recebia investimentos da indústria discográfica e vinha agradando às camadas médias e baixas da população. Criou o primeiro curso de pintura cubista da cidade, o qual foi ministrado por Antônio Gomide. No campo das experimentações, realizou a Semana de Arte dos Loucos e das Crianças, seguida de ciclo de palestras onde as maiores autoridades médicas ligadas ao estudo da psiquiatria deram seus depoimentos. 
Num segundo momento, a agremiação contestou a ordem instituída e trabalhou na divulgação da experiência russa, fato que atraiu grupos de operários para o endereço da sede. 
No teatro, introduziu uma nova linguagem e o uso de recursos cênicos. A ideia era promover o teatro moderno, sério e livre dos moldes antigos. Para tanto, seriam realizados espetáculos-provas só para autores, espetáculos de vozes, espetáculos de luzes, promovendo o estudo da influência da cor e da forma na composição teatral, para diminuir ou eliminar as interferências humanas e figuradas na representação. O objetivo era incentivar as pessoas de um modo geral a escreverem peças teatrais porque havia falta de autores. 
Um grupo de intelectuais formado por A. C. Couto de Barros, Caio Prado Júnior, Carlos Pinto Alves, Galeão Coutinho, Jorge Amado e Paulo Mendes de Almeida se prontificou a criar os textos a serem encenados. A peça de estreia estava encomendada a Oswald de Andrade; no entanto o escritor não conseguiu finalizá-la a tempo e Flávio de Carvalho resolveu escrever. 
O resultado foi O Bailado do Deus Morto, feita em apenas três dias. Mescla de teatro, dança, música e pintura, é um espetáculo em dois atos, de conteúdo filosófico-exótico que incomodou os setores conservadores da capital paulista. Entre os meses de novembro de 1933 e janeiro de 1934 uma guarda especial permaneceu na porta do prédio onde se localizava a sede do CAM e a sala de espetáculos. A suspensão da peça e a intervenção no Teatro da Experiência, segundo as ordens do censor, que a classificou como ofensiva à moral e aos bons constumes, não impediu, inicialmente, o funcionamento do Clube de Artistas Modernos, no andar superior do mesmo edifício. 
Mesmo com todo o problema policial, Flávio de Carvalho procurou dar sequência à agenda cultural e no dia 21 de novembro, Oswald de Andrade leu, para uma sala lotada de gente trechos de O Homem e o Cavalo, sua peça semipronta, tornando-se a segunda montagem da programação.  
Havia três peças prontas e todas elas foram classificadas pela polícia de costumes como fortemente imorais, sendo O Bailado do Deus Morto anti-religiosa; O Homem e o Cavalo e Esperança comunistas. Assim, o teatro ficou impedido de funcionar devido a mais dois motivos: o horário dos espetáculos, considerados tarde e a inadaptação do prédio por não apresentar bilheteria, camarins e comunicação entre o palco e a plateia.
O Homem e o Cavalo foi lançada em livro, em 1934, e uma segunda tentativa de encenação deu-se em 1972, nas comemorações do cinquentenário da Semana de Arte Moderna, com Ruth Escobar no projeto. A Censura Federal da época vetou os dois últimos quadros. E em 1991, foi encenada no Teatro Villa-Lobos do Rio de Janeiro. Após quase sessenta anos, por ocasião de uma retrospectiva organizada pela Fundação Armando Álvares Penteado (FAAP), em São Paulo, e logo depois realizada no Centro Cultural Banco do Brasil (CCBB), houve a montagem de O Bailado do Deus Morto; e em 1986 foi apresentada pelo Centro Cultural São Paulo. Em 1987, Lívio Tragtenberg fez a sua montagem para a obra de Flávio de Carvalho; vinte anos depois foi convidado a repetir o feito. Para evitar comparações com o primeiro trabalho, o título foi alterado para Balada do Deus Morto.

## Fundadores
Flávio de Carvalho
Carlos Prado
Di Cavalcanti
Antônio Gomide

## Diretor da Sede
Joaquim Ïokanaan Alves

## Diretoria (comissões)
- Pintura: Tarsila do Amaral, Anita Malfatti e Noêmia Mourão
- Escultura: John Graz, Yvone Maia e Antônio Gomide
- Arquitetura: Carlos Prado, Flávio de Carvalho e Nélson Rezende
- Teatro:  Procópio Ferreira, Paulo Torres e Elza Gomes
- Literatura: Afonso Schimidt, Paulo Prado e Sérgio Milliet
- Imprensa: Nabor Cayres de Brito e Jayme Adour da Câmara
- Estudos Gerais: André Dreyfus, Fausto Guerner e Caio Prado Júnior
- Festas: Yolanda Prado do Amaral, Baby C. Prado e Beatriz Gomide
- Música: Joseph Kliass, Paulo Magalhães e Celestino Paraventi

## Atividades
- Apresentações de músicas eruditas nacionais e internacionais
- Apresentações de sambas, cocos e emboladas
- Baile de Carnaval
- Curso de pintura cubista
- Exposição de trabalhos dos internos do Juquery – A Arte dos Loucos
- Palestras sobre URSS, marxismo, comunismo e muralismo mexicano
- Palestra e apresentação de cartazes russos
- Sessões semanais com modelos vivos
- Teatro da Experiência

## Ligações Externas
- http://enciclopedia.itaucultural.org.br/pessoa2221/carlos-prado
- http://enciclopedia.itaucultural.org.br/instituicao337754/clube-dos-artistas-modernos-sao-paulo-sp
- http://enciclopedia.itaucultural.org.br/termo3754/clube-dos-artistas-modernos-cam
- https://www.historiadasartes.com/nobrasil/arte-no-seculo-20/modernismo/cam/
- http://www.raulmendessilva.com.br/brasilarte/temas/clube_dos_artistas_modernos.html
- http://www.mac.usp.br/mac/templates/projetos/seculoxx/modulo2/modernidade/eixo/cam/index.html
- http://www.anpap.org.br/anais/2011/pdf/chtca/raquel_carneiro_amin.pdf
- http://revistas.iel.unicamp.br/index.php/lle/article/view/1180
- https://luciointhesky.wordpress.com/tag/flavio-de-carvalho-e-o-clube-dos-artistas-modernos-cam/
- http://www.bookess.com/read/20732-diversao-e-arte-no-clube-de-artistas-modernos/
- http://www.faap.br/museu/expos-anteriores.asp?Pagina=oliviapent